# Arvid Carlsson
Per Arvid Emil Carlsson  (født 25. januar 1923 i Uppsala, død 29. juni 2018) var en svensk farmakolog og professor emeritus ved Göteborgs Universitet. Modtog Nobelprisen i fysiologi eller medicin i 2000. Han var søn af historikeren Gottfrid Carlsson og bror til historikeren Sten Carlsson.